# АБА селектирање играча 1976.
Дана 5. августа 1976. године, као резултат спајања АБА и НБА, НБА је била домаћин дисперзијског драфта за одабир играча из Кентаки колонелсе и Спиритс оф Ст. Лоуиса, две франшизе Америчке кошаркашке асоцијације (АБА) које нису биле укључене у спајање АБА и НБА.
Осамнаест НБА тимова и четири АБА тима која су се придружила НБА, Денвер нагетси, Индијана пејсерси, Њујорк нетси и Сан Антонио спарси, добили су дозволу да учествују на драфту. Тимови су изабрани обрнутим редоследом од њиховог процента победа и пораза у претходним НБА и АБА сезонама. Тим који је направио селекцију платио је играчу права на потпис, која је одредила лигашка комисија. Новац од драфта искоришћен је да се помогне четири АБА тима која су се спојила са НБА да отплате неке од својих обавеза према двема одбаченим АБА франшизама, Кентаки колонелсима и Спиритсима. Тим који је извршио селекцију био је у обавези да преузме играчев АБА уговор. Играчи који нису изабрани би постали слободни играчи.
Двадесет играча из Колонелса и Спиритса је било на располагању за драфт. Једанаест је изабрано у првом кругу, а дванаести играч је изабран у другом кругу. Осам играча није изабрано и тако су постали слободни играчи. Чикаго булси су првим пиком изабрали петоструког АБА ол-стара Артиса Гилмора са ценом од 1.100.000 долара. Портланд трејлблејзерси, који су преузели други пик Атланта хокса, изабрали су Мориса Лукаса и Мозеса Малоуна са ценом од 300.000 долара, односно 350.000 долара. Марвин Барнс, кога су Детроит пистонси изабрали као четвртог, био је други најскупљи играч на драфту са уговорном ценом од 500.000 долара. Неколико тимова је изабрало да прескоче свој избор у првом кругу, а само су Канзас Сити кингси користили избор другог кола. Драфт је настављен до треће рунде, али ниједан други играч није изабран.
| Рунда | Избор | Играч              | Поз. | Националност     | НБА екипа                              | АБА екипа           | Цена уговора | Реф.   |
| ----- | ----- | ------------------ | ---- | ---------------- | -------------------------------------- | ------------------- | ------------ | ------ |
| 1     | 1     | Артис Гилмор^      | C    | Сједињене Државе | Чикаго булси                           | Кентаки колонелси   | 1.100.000 $  | [ 4 ]  |
| 1     | 2     | Морис Лукас*       | F/C  | Сједињене Државе | Портланд трејблејзерси (од Атланте)[m] | Кентаки колонелси   | 300.000 $    | [ 5 ]  |
| 1     | 3     | Рон Бун            | G/F  | Сједињене Државе | Канзас Сити кингси                     | Спиритс оф Ст. Луис | 250.000 $    | [ 6 ]  |
| 1     | 4     | Марвин Барнс       | F/C  | Сједињене Државе | Детроит пистонси                       | Спиритс оф Ст. Луис | 500.000 $    | [ 7 ]  |
| 1     | 5     | Мозес Малон^       | F/C  | Сједињене Државе | Портланд трејблејзерси                 | Спиритс оф Ст. Луис | 350.000 $    | [ 8 ]  |
| 1     | 6     | Ренди Дентон       | C    | Сједињене Државе | Њујорк нетси                           | Спиритс оф Ст. Луис | 50.000 $     | [ 9 ]  |
| 1     | 7     | Берд Ејверит       | G    | Сједињене Државе | Бафало брејвси (од Милвокија)[n]       | Кентаки колонелси   | 125.000 $    | [ 10 ] |
| 1     | 8     | Вил Џонс)          | F    | Сједињене Државе | Индијана пејсерси                      | Кентаки колонелси   | 50.000 $     | [ 11 ] |
| 1     | 9     | Рон Томас#         | G/F  | Сједињене Државе | Хјустон рокетси                        | Кентаки колонелси   | 15.000 $     | [ 12 ] |
| 1     | 10    | Луи Дампијер^      | G    | Сједињене Државе | Сан Антонио спарси                     | Кентаки колонелси   | 20.000 $     | [ 13 ] |
| 1     | 11    | Јан ван Бреда Колф | G/F  | Сједињене Државе | Њујорк нетси                           | Кентаки колонелси   | 60.000 $     | [ 14 ] |
| 2     | 12    | Мајк Бар           | G    | Сједињене Државе | Канзас Сити кингси                     | Спиритс оф Ст. Луис | 15.000 $     | [ 15 ] |